# Саука, Леонардас
Леона́рдас Са́ука (лит. Leonardas Sauka; 5 января 1931, Тельшяй — 17 октября 2022, Вильнюс) — литовский фольклорист, языковед, переводчик; хабилитированный доктор гуманитарных наук, профессор, академик Академии наук Литвы (1996), лауреат научной премии Литвы (1970), премии Йонаса Басанавичюса (2001).

## Биография
Окончил гимназию в Тельшяй. В 1954 году окончил Вильнюсский государственный университет. С 1957 года работал в Институте литовского языка и литературы Академии наук Литовской ССР.
В 1965 году был издан переведённый Саукой роман венгерской писательницы Магды Сабо «Карнавал» (в оригинале „Álarcosbál“, в литовском переводе „Kaukių balius“).
В 1993—2001 годах был директором Института литовского языка и литературы.
В 1996 году стал действительным членом Академии наук Литвы.
Состоял членом редакционных коллегий научных периодических изданий „Lituanistica“, „Lietuvių etnologija“, „Demos“, „Revue Baltique“, „Journal of Baltic Institute of Folklore“.
Скончался 17 октября 2022 года.

## Научная деятельность
Автор работ по особенностям различных фольклорных жанров и их поэтики, в основном литовского фольклора. Написал книгу о литовских свадебных песнях „Lietuvių vestuvinės dainos XIX a. – XX a. pr.“ (1968) и монографию о стихосложении литовских народных песен „Lietuvių liaudies dainų eilėdara“ (1978).
В многотомном издании литовских народных песен „Lietuvių liaudies dainynas“ подготовил 7 и 13 тома, посвящённые семейным песням; главный редактор 8—12 томов, автор предисловий нескольких томов.
В 1992 году возобновил продолжающееся издание Института литовской литературы и фольклора „Tautosakos darbai“ (главный редактор).
Автор вступительных статей и комментариев в фольклорных сборниках Йонаса Басанавичюса „Lietuviškos pasakos įvairios“ (т. 1—4, 1993—1998) и „Iš gyvenimo vėlių bei velnių“ (1998).

### Основные труды
- Lietuvių tautosaka. 1962—1968. Т. 1—5 (соавтор)
- Lietuvių tautosakos apybraižos. 1963 (соавтор)
- Šepetys repetys: Dainelės, pasakos, skaičiuotės, priežodžiai, mįslės. 1965 (составитель)
- Lietuvių vestuvinės dainos XIX a. — XX a. pr. 1968
- Lietuvių liaudies dainų eilėdara. Monografija. 1978
- Pelyte, nešk miegelį: Lietuvių liaudies lopšinės. 1973 (составитель; второе издание 1980)
- Patarlių rinkėjo vadovas. Metodinis leidinys. 1982, 2 t. 1985
- Tikra ir netikra liaudies kūryba. 1983
- Simonas Daukantas. Žemaičių tautosaka, 2 tomas. Parengė, su Kostu Aleksynu ir Kaziu Grigu. Vilnius: Vaga, 1984
- Lietuvių tautosaka. Mokymo priemonė X klasei, 1989; 1990 азбукой Брайля; 2-е издание 1991; 3-е дополненное издание 1993
- Jaunimo dainos. Vilnius: Lietuvių literatūros ir tautosakos institutas, 1995 (соавтор Живиле Рамошкайте)
- Lietuvių tautosaka. Vadovėlis aukštesniųjų klasių mokiniams. Kaunas: Šviesa, 1998. 302 p. (2-е издание 1999).
- Jonas Basanavičius. Ožkabalių dainos. T. 1—2. Parengė L. Sauka. Vilnius: Vaga, 1998

## Награды и звания
- Научная премия Литвы (1970)
- Премия Йонаса Басанавичюса (2001)
- Премия Балтийской ассамблеи в области науки (2009)